# División de Honor de Guadalupe 2015-16
La División de Honor 2015-16 será la edición número 65 de la División de Honor de Guadalupe.

## Formato
En el torneo participarán 14 equipos que jugarán dos veces entre sí mediante el  sistema todos contra todos, totalizando 26 partidos cada uno. Al término de las 26 jornadas el club con el mayor puntaje se proclamará campeón y junto al subcampeón, de cumplir con los requisitos establecidos, podrá participar en el Campeonato de Clubes de la CFU 2017: por otra parte, los tres últimos clasificados descenderán a la Promotion d'Honneur Régionale.

## Tabla de posiciones
Cada equipo recibirá 4 puntos por victoria, 2 por empate y 1 por derrota.
 Actualizado el 13 de octubre de 2016.
| Pos. | Equipo           | PJ | PG | PE | PP | GF | GC | DG  | Pts. | Clasificado a                           |
| ---- | ---------------- | -- | -- | -- | -- | -- | -- | --- | ---- | --------------------------------------- |
| 1    | USR Sainte-Rose  | 26 | 19 | 4  | 3  | 50 | 20 | +30 | 87   | Campeón, Campeonato CFU 2017 y CAF 2017 |
| 2    | CS Moulien       | 26 | 14 | 8  | 4  | 38 | 18 | +20 | 76   | Campeonato CFU 2017 y CAF 2017          |
| 3    | La Gauloise      | 26 | 14 | 6  | 6  | 43 | 29 | +14 | 74   | Campeonato de las Antillas 2017         |
| 4    | US Baie-Mahault  | 26 | 12 | 7  | 7  | 32 | 21 | +11 | 69   | Campeonato de las Antillas 2017         |
| 5    | Juventus SA      | 26 | 11 | 6  | 9  | 28 | 25 | +3  | 65   |                                         |
| 6    | Siroco           | 26 | 10 | 7  | 9  | 32 | 29 | +3  | 63   |                                         |
| 7    | Phare du Canal   | 26 | 8  | 12 | 6  | 23 | 20 | +3  | 62   |                                         |
| 8    | AO Gourbeyrienne | 26 | 7  | 8  | 11 | 16 | 27 | -11 | 55   |                                         |
| 9    | Amical Club      | 26 | 7  | 7  | 12 | 22 | 27 | -5  | 54   |                                         |
| 10   | Arsenal          | 26 | 7  | 7  | 12 | 22 | 29 | -7  | 54   |                                         |
| 11   | Red Star         | 26 | 8  | 3  | 15 | 21 | 29 | -8  | 53   |                                         |
| 12   | L'Etoile         | 26 | 8  | 3  | 15 | 21 | 29 | -8  | 53   | Promotion d'Honneur Régionale 2017      |
| 13   | Solidarité SC    | 26 | 5  | 8  | 13 | 17 | 31 | -14 | 48   | Promotion d'Honneur Régionale 2017      |
| 14   | Club Amical      | 26 | 5  | 6  | 15 | 22 | 52 | -30 | 47   | Promotion d'Honneur Régionale 2017      |